# Norway House
Norway House é uma comunidade rural de aproximadamente 5.000-6.000 habitantes, cerca de 30 quilômetros (20 milhas) ao norte do lago Winnipeg, às margens do canal oriental do rio Nelson, na província de Manitoba, Canadá.
A comunidade divide o nome Norway House com a reserva indígena Norway House da Nação Cree (Kinosao Sipi Cree Nation). Com isto, Norway House possui um chefe indígena e um prefeito.  Originalmente a comunidade foi fundada como um posto de comércio de peles pela Companhia da Baía de Hudson no final do século XVIII, seguindo a fundação de um posto próximo a Warren's Landing na foz do rio Nelson. Recebeu esse nome devido a um grupo de trabalhadores noruegueses contratados para construir um posto de comércio e abrir uma estrada para a York Factory no final da década de 1790.   